# 高地肺水腫
高地肺水腫（ こうちはいすいしゅ、英: High-altitude pulmonary edema、HAPE ）は、肺に水が溜まる高山病の一種である。初期症状には、疲労感、運動時の息切れ、乾いた咳などがあげられる。悪化すると、安静時の息切れ、ピンク色のたん絡みの咳、青みがかった色の皮膚などの症状がみられる。発症は通常、高地に滞在を始めてから2～5日後におこる。症例の約15％は高山脳浮腫を併発する。
主に標高2,500メートル (8,200 ft)以上の高地で発症するが、標高2,000メートル (6,600 ft)でも発症する可能性がある。危険因子には、遺伝、急激な標高の上昇、高地での激しい運動、肺高血圧、高塩分食などがあげられる。根本的な機序は、低酸素に対する反応として肺の血管が収縮することによる考えられている。高地肺水腫は非心原性肺水腫の一種である。診断は症状に基づいておこなわれる。
予防方法は、ゆっくりと標高を上げる（1日500メートル未満）、3日ごとに1日休息することである。高リスクの患者にはニフェジピンやタダラフィルが使用されることがある。治療は迅速に標高を下げることである。下降が不可能な場合には、酸素、ニフェジピン、または携帯型高圧酸素室が使用されることがある。
4,500メートル (14,800 ft)では約0.6～6％の人が発症する。女性よりも男性に多くみられる。重症で治療を受けなかった場合の死亡リスクは最大50%に達する可能性がある。この症状は1900年代後半には高地と関連付けられたが、1970年代までは肺炎に起因する疾患と考えられることが多かった。